# Großer Preis von Belgien 2020
Der Große Preis von Belgien 2020 (offiziell Formula 1 Rolex Belgian Grand Prix 2020) fand am 30. August auf dem Circuit de Spa-Francorchamps in Spa statt und war das siebte Rennen der Formel-1-Weltmeisterschaft 2020.

## Bericht

### Hintergründe
Nach dem Großen Preis von Spanien führte Lewis Hamilton in der Fahrerwertung mit 37 Punkten vor Max Verstappen und mit 43 Punkten vor Valtteri Bottas. In der Konstrukteurswertung führte Mercedes mit 86 Punkten vor Red Bull Racing und mit 158 Punkten vor Racing Point.
Beim Großen Preis von Belgien stellte Pirelli den Fahrern die Reifenmischungen P Zero Hard (weiß, Mischung C2), P Zero Medium (gelb, C3) und P Zero Soft (rot, C4) sowie für Nässe Cinturato Intermediates (grün) und Cinturato Full-Wets (blau) zur Verfügung. Aus logistischen Gründen erhielten alle Fahrer die gleiche Anzahl an Reifensätzen in den jeweiligen Härtegraden, die Abgabe unterschiedlicher Bestellungen war nicht möglich. Jeder Fahrer hatte somit acht Sätze der Soft-, drei Sätze der Medium- und zwei Sätze der Hard-Mischung.
Aufgrund der COVID-19-Pandemie fand der Große Preis von Spanien unter strikten Sicherheits- und Hygieneregeln statt. So waren keine Zuschauer zugelassen, außerdem musste jede Person, die sich im Fahrerlager aufhielt, spätestens alle fünf Tage auf das Virus SARS-CoV-2 getestet werden.
Mit Kimi Räikkönen (viermal), Hamilton, Sebastian Vettel (jeweils dreimal), Charles Leclerc und Daniel Ricciardo (jeweils einmal) traten fünf ehemalige Sieger zu diesem Grand Prix an.
Als Rennkommissare für dieses Rennwochenende fungierten Garry Connelly (AUS), Walter Jobst (AUT), Johnny Herbert (GBR) und Yves Bacquelaine (BEL).

### Training
Im ersten freien Training war Bottas mit einer Rundenzeit von 1:44,493 Minuten Schnellster vor Hamilton und Verstappen.
Im zweiten freien Training fuhr Verstappen mit einer Rundenzeit von 1:43,744 Minuten die Bestzeit vor Ricciardo und Hamilton.
Im dritten freien Training war Hamilton dann in 1:43,255 Minuten Schnellster vor Esteban Ocon und Lando Norris.

### Qualifying
Das Qualifying bestand aus drei Teilen mit einer Nettolaufzeit von 45 Minuten. Im ersten Qualifying-Segment (Q1) hatten die Fahrer 18 Minuten Zeit, sich für das Rennen zu qualifizieren. Alle Fahrer, die im ersten Abschnitt eine Zeit erzielten, die maximal 107 Prozent der schnellsten Rundenzeit betrug, qualifizierten sich für den Grand Prix. Die besten 15 Fahrer erreichten den nächsten Teil. Hamilton war Schnellster. Die beiden Haas-Piloten, beide Alfa-Romeo-Fahrer und Nicholas Latifi schieden aus.
Der zweite Abschnitt (Q2) dauerte 15 Minuten. Die schnellsten zehn Piloten qualifizierten sich für den dritten Teil des Qualifyings und mussten mit den hier verwendeten Reifen das Rennen starten, alle anderen hatten freie Reifenwahl für den Rennstart. Hamilton war Schnellster. George Russell, beide Ferrari- und beide Alpha-Tauri-Piloten schieden aus.
Der letzte Abschnitt (Q3) ging über eine Zeit von zwölf Minuten, in denen die ersten zehn Startpositionen vergeben wurden. Hamilton fuhr mit einer Rundenzeit von 1:41,252 Minuten auch im dritten Abschnitt die Bestzeit vor Bottas und Verstappen. Es war die 93. Pole-Position für Hamilton in der Formel-1-Weltmeisterschaft.

### Rennen
Carlos Sainz jr. startete wegen eines Problems mit dem Triebwerk und dem Auspuff seines McLaren nicht zum Rennen.
Beim Start behielt Hamilton die Führung vor Bottas und Verstappen. Der Niederländer wehrte den Angriff von Ricciardo auf der Kemmel-Geraden ab. Hinter dem Australier sortierten sich Ocon, Alexander Albon, Lance Stroll und Sergio Pérez ein. Der Mexikaner wurde kurz darauf von Leclerc überholt. Das Rennen des Monegassen wurde durch ein Problem mit der Motorleistung beeinträchtigt, was dazu führte, dass er einige Positionen verlor.
In der zehnten Runde verlor Antonio Giovinazzi die Kontrolle über seinen Alfa Romeo, prallte gegen die Leitplanken und verlor ein Rad, welches Russells Williams traf. Die Fahrer blieben unverletzt, die Rennleitung war jedoch gezwungen, das Safety-Car auf die Strecke zu schicken, damit die Strecke von Trümmern befreit und die Autos entfernt werden konnten.
Viele Fahrer entschieden sich dafür, frühzeitig anzuhalten, um die Reifen zu wechseln. Alle waren auf harten Reifen unterwegs, außer Albon, der mittlere Reifen verwendete. Das Rennen wurde nach dem Restart mit unveränderten Spitzenplätzen fortgesetzt, mit Ausnahme von Pierre Gasly, der die Reifen nicht wechselte und auf den vierten Platz vorrückte. Hinter ihm lag Pérez, der in der 17. Runde den fünften Platz an Ricciardo abgab. Im Anschluss überholte auch Albon den Mexikaner.
Ricciardo kletterte auf den vierten Platz und überholte auch Gasly. Hamilton baute derweil den Vorsprung auf Bottas auf drei Sekunden aus, der Verstappen hinter sich hatte. In Runde 24 ging Leclerc an die Box, wo Luft in den Motor eingespritzt wurde, während Gasly seine Position nun auch an Albon abgeben musste. Der Franzose von AlphaTauri wartete die 26. Runde ab, um die Reifen zu wechseln.
Im letzten Teil des Rennens berichtete Bottas von Problemen mit seinem linken Bein, das schmerzte. In Runde 36 überholte Pérez Kwjat und belegte den neunten Platz, während Norris in der folgenden Runde den siebten Platz einnahm und Stroll überholte. In derselben Runde kam es zu einem kleinen Fahrfehler von Hamilton, der sich in der letzten Schikane verbremste, aber die Führung nicht verlor.
Kurz vor dem Ende schien es so, als ob Mercedes wie bereits beim Großen Preis von Großbritannien, Reifenprobleme bekommen würde, Hamilton gewann allerdings schließlich das Rennen vor Verstappen und Bottas. Für Hamilton war es der 89. Sieg in der Formel-1-Weltmeisterschaft. Die restlichen Punkteränge belegten Ricciardo, Ocon, Albon, Norris, Gasly, Stroll und Pérez. Ricciardo gelang in der letzten Runde noch die schnellste Runde und sicherte sich so den Extrapunkt. Für Renault war es die erste schnellste Runde seit dem Großen Preis von Kanada 2010, damals gefahren von Robert Kubica.
In der Gesamtwertung baute Hamilton seine Führung auf Verstappen und Bottas weiter aus. In der Teamwertung blieb Mercedes vor Red Bull, während McLaren neuer Dritter war.

## Meldeliste
| Team                          | Nr. | Fahrer             | Chassis                            | Motor                              | Reifen |
| ----------------------------- | --- | ------------------ | ---------------------------------- | ---------------------------------- | ------ |
| Mercedes-AMG Petronas F1 Team | 44  | Lewis Hamilton     | Mercedes-AMG F1 W11 EQ Performance | Mercedes-AMG F1 M11 EQ Performance | P      |
| Mercedes-AMG Petronas F1 Team | 77  | Valtteri Bottas    | Mercedes-AMG F1 W11 EQ Performance | Mercedes-AMG F1 M11 EQ Performance | P      |
| Scuderia Ferrari              | 05  | Sebastian Vettel   | Ferrari SF1000                     | Ferrari 065                        | P      |
| Scuderia Ferrari              | 16  | Charles Leclerc    | Ferrari SF1000                     | Ferrari 065                        | P      |
| Aston Martin Red Bull Racing  | 33  | Max Verstappen     | Red Bull Racing RB16               | Honda RA620H                       | P      |
| Aston Martin Red Bull Racing  | 23  | Alexander Albon    | Red Bull Racing RB16               | Honda RA620H                       | P      |
| McLaren F1 Team               | 55  | Carlos Sainz jr.   | McLaren MCL35                      | Renault E-Tech 20                  | P      |
| McLaren F1 Team               | 04  | Lando Norris       | McLaren MCL35                      | Renault E-Tech 20                  | P      |
| Renault DP World F1 Team      | 03  | Daniel Ricciardo   | Renault R.S.20                     | Renault E-Tech 20                  | P      |
| Renault DP World F1 Team      | 31  | Esteban Ocon       | Renault R.S.20                     | Renault E-Tech 20                  | P      |
| Scuderia AlphaTauri Honda     | 26  | Daniil Kwjat       | AlphaTauri AT01                    | Honda RA620H                       | P      |
| Scuderia AlphaTauri Honda     | 10  | Pierre Gasly       | AlphaTauri AT01                    | Honda RA620H                       | P      |
| BWT Racing Point F1 Team      | 11  | Sergio Pérez       | Racing Point RP20                  | BWT Mercedes                       | P      |
| BWT Racing Point F1 Team      | 18  | Lance Stroll       | Racing Point RP20                  | BWT Mercedes                       | P      |
| Alfa Romeo Racing Orlen       | 07  | Kimi Räikkönen     | Alfa Romeo Racing C39              | Ferrari 065                        | P      |
| Alfa Romeo Racing Orlen       | 99  | Antonio Giovinazzi | Alfa Romeo Racing C39              | Ferrari 065                        | P      |
| Haas F1 Team                  | 08  | Romain Grosjean    | Haas VF-20                         | Ferrari 065                        | P      |
| Haas F1 Team                  | 20  | Kevin Magnussen    | Haas VF-20                         | Ferrari 065                        | P      |
| Williams Racing               | 63  | George Russell     | Williams FW43                      | Mercedes-AMG F1 M11 EQ Performance | P      |
| Williams Racing               | 06  | Nicholas Latifi    | Williams FW43                      | Mercedes-AMG F1 M11 EQ Performance | P      |

## Klassifikationen

### Qualifying
| Pos.                                                                      | Fahrer             | Konstrukteur              | Q1       | Q2       | Q3       | Start |
| ------------------------------------------------------------------------- | ------------------ | ------------------------- | -------- | -------- | -------- | ----- |
| 01                                                                        | Lewis Hamilton     | Mercedes                  | 1:42,323 | 1:42,014 | 1:41,252 | 01    |
| 02                                                                        | Valtteri Bottas    | Mercedes                  | 1:42,534 | 1:42,126 | 1:41,763 | 02    |
| 03                                                                        | Max Verstappen     | Red Bull Racing-Honda     | 1:43,197 | 1:42,473 | 1:41,778 | 03    |
| 04                                                                        | Daniel Ricciardo   | Renault                   | 1:43,309 | 1:42,487 | 1:42,061 | 04    |
| 05                                                                        | Alexander Albon    | Red Bull Racing-Honda     | 1:43,418 | 1:42,193 | 1:42,264 | 05    |
| 06                                                                        | Esteban Ocon       | Renault                   | 1:43,505 | 1:42,534 | 1:42,396 | 06    |
| 07                                                                        | Carlos Sainz jr.   | McLaren-Renault           | 1:43,322 | 1:42,478 | 1:42,438 | 07    |
| 08                                                                        | Sergio Pérez       | Racing Point-BWT Mercedes | 1:43,349 | 1:42,670 | 1:42,532 | 08    |
| 09                                                                        | Lance Stroll       | Racing Point-BWT Mercedes | 1:43,265 | 1:42,491 | 1:42,603 | 09    |
| 10                                                                        | Lando Norris       | McLaren-Renault           | 1:43,514 | 1:42,722 | 1:42,657 | 10    |
| 11                                                                        | Daniil Kwjat       | AlphaTauri-Honda          | 1:43,267 | 1:42,730 | –        | 11    |
| 12                                                                        | Pierre Gasly       | AlphaTauri-Honda          | 1:43,262 | 1:42,745 | –        | 12    |
| 13                                                                        | Charles Leclerc    | Ferrari                   | 1:43,656 | 1:42,996 | –        | 13    |
| 14                                                                        | Sebastian Vettel   | Ferrari                   | 1:43,567 | 1:43,261 | –        | 14    |
| 15                                                                        | George Russell     | Williams-Mercedes         | 1:43,630 | 1:43,468 | –        | 15    |
| 16                                                                        | Kimi Räikkönen     | Alfa Romeo Racing-Ferrari | 1:43,743 | –        | –        | 16    |
| 17                                                                        | Romain Grosjean    | Haas-Ferrari              | 1:43,838 | –        | –        | 17    |
| 18                                                                        | Antonio Giovinazzi | Alfa Romeo Racing-Ferrari | 1:43,950 | –        | –        | 18    |
| 19                                                                        | Nicholas Latifi    | Williams-Mercedes         | 1:44,138 | –        | –        | 19    |
| 20                                                                        | Kevin Magnussen    | Haas-Ferrari              | 1:44,314 | –        | –        | 20    |
| 107-Prozent-Zeit: 1:49,485 min (bezogen auf Q1-Bestzeit von 1:42,323 min) |                    |                           |          |          |          |       |

### Rennen
| Pos. | Fahrer             | Konstrukteur              | Runden | Stopps | Zeit        | Start | Schnellste Runde |
| ---- | ------------------ | ------------------------- | ------ | ------ | ----------- | ----- | ---------------- |
| 01   | Lewis Hamilton     | Mercedes                  | 44     | 1      | 1:24:08,761 | 01    | 1:47,758 (28.)   |
| 02   | Valtteri Bottas    | Mercedes                  | 44     | 1      | + 8,448     | 02    | 1:47,983 (27.)   |
| 03   | Max Verstappen     | Red Bull Racing-Honda     | 44     | 1      | + 15,455    | 03    | 1:48,305 (27.)   |
| 04   | Daniel Ricciardo   | Renault                   | 44     | 1      | + 18,877    | 04    | 1:47,483 (44.)   |
| 05   | Esteban Ocon       | Renault                   | 44     | 1      | + 40,650    | 06    | 1:48,540 (44.)   |
| 06   | Alexander Albon    | Red Bull Racing-Honda     | 44     | 1      | + 42,712    | 05    | 1:48,736 (27.)   |
| 07   | Lando Norris       | McLaren-Renault           | 44     | 1      | + 43,774    | 10    | 1:48,552 (39.)   |
| 08   | Pierre Gasly       | AlphaTauri-Honda          | 44     | 1      | + 47,371    | 12    | 1:47,839 (29.)   |
| 09   | Lance Stroll       | Racing Point-BWT Mercedes | 44     | 1      | + 52,603    | 09    | 1:49,136 (34.)   |
| 10   | Sergio Pérez       | Racing Point-BWT Mercedes | 44     | 1      | + 53,179    | 08    | 1:48,389 (20.)   |
| 11   | Daniil Kwjat       | AlphaTauri-Honda          | 44     | 1      | + 1:10,200  | 11    | 1:49,832 (28.)   |
| 12   | Kimi Räikkönen     | Alfa Romeo Racing-Ferrari | 44     | 1      | + 1:11,504  | 16    | 1:49,822 (28.)   |
| 13   | Sebastian Vettel   | Ferrari                   | 44     | 1      | + 1:12,894  | 14    | 1:49,958 (31.)   |
| 14   | Charles Leclerc    | Ferrari                   | 44     | 2      | + 1:14,920  | 13    | 1:47,840 (26.)   |
| 15   | Romain Grosjean    | Haas-Ferrari              | 44     | 1      | + 1:16,793  | 17    | 1:50,018 (28.)   |
| 16   | Nicholas Latifi    | Williams-Mercedes         | 44     | 2      | + 1:17,795  | 19    | 1:48,048 (32.)   |
| 17   | Kevin Magnussen    | Haas-Ferrari              | 44     | 2      | + 1:25,540  | 20    | 1:48,083 (37.)   |
| –    | Antonio Giovinazzi | Alfa Romeo Racing-Ferrari | 9      | 0      | DNF         | 18    | 1:51,793 (09.)   |
| –    | George Russell     | Williams-Mercedes         | 9      | 0      | DNF         | 15    | 1:51,754 (05.)   |
| DNS  | Carlos Sainz jr.   | McLaren-Renault           | –      | –      | –           | 07    | –                |

## WM-Stände nach dem Rennen
Die ersten zehn des Rennens bekamen 25, 18, 15, 12, 10, 8, 6, 4, 2 bzw. 1 Punkt(e). Zusätzlich gab es einen Punkt für die schnellste Rennrunde, da der Fahrer unter den ersten zehn landete.

### Fahrerwertung
| Pos. | Fahrer           | Konstrukteur              | Punkte |
| ---- | ---------------- | ------------------------- | ------ |
| 01   | Lewis Hamilton   | Mercedes                  | 157    |
| 02   | Max Verstappen   | Red Bull Racing-Honda     | 110    |
| 03   | Valtteri Bottas  | Mercedes                  | 107    |
| 04   | Alexander Albon  | Red Bull Racing-Honda     | 48     |
| 05   | Charles Leclerc  | Ferrari                   | 45     |
| 06   | Lando Norris     | McLaren-Renault           | 45     |
| 07   | Lance Stroll     | Racing Point-BWT Mercedes | 42     |
| 08   | Daniel Ricciardo | Renault                   | 33     |
| 09   | Sergio Pérez     | Racing Point-BWT Mercedes | 33     |
| 10   | Esteban Ocon     | Renault                   | 26     |
| 11   | Carlos Sainz jr. | McLaren-Renault           | 23     |

| Pos. | Fahrer             | Konstrukteur              | Punkte |
| ---- | ------------------ | ------------------------- | ------ |
| 12   | Pierre Gasly       | AlphaTauri-Honda          | 18     |
| 13   | Sebastian Vettel   | Ferrari                   | 16     |
| 14   | Nico Hülkenberg    | Racing Point-BWT Mercedes | 6      |
| 15   | Antonio Giovinazzi | Alfa Romeo Racing-Ferrari | 2      |
| 16   | Daniil Kwjat       | AlphaTauri-Honda          | 2      |
| 17   | Kevin Magnussen    | Haas-Ferrari              | 1      |
| 18   | Kimi Räikkönen     | Alfa Romeo Racing-Ferrari | 0      |
| 19   | Nicholas Latifi    | Williams-Mercedes         | 0      |
| 20   | George Russell     | Williams-Mercedes         | 0      |
| 21   | Romain Grosjean    | Haas-Ferrari              | 0      |

### Konstrukteurswertung
| Pos. | Konstrukteur              | Punkte |
| ---- | ------------------------- | ------ |
| 1    | Mercedes                  | 264    |
| 2    | Red Bull Racing-Honda     | 158    |
| 3    | McLaren-Renault           | 68     |
| 4    | Racing Point-BWT Mercedes | 66     |
| 5    | Ferrari                   | 61     |

| Pos. | Konstrukteur              | Punkte |
| ---- | ------------------------- | ------ |
| 06   | Renault                   | 59     |
| 07   | AlphaTauri-Honda          | 20     |
| 08   | Alfa Romeo Racing-Ferrari | 2      |
| 09   | Haas-Ferrari              | 1      |
| 10   | Williams-Mercedes         | 0      |